# Iriome González
Iriome González González (Icod de los Vinos, Santa Cruz de Tenerife, Canarias, España, 26 de junio de 1987) es un futbolista español, actualmente juega en regional primera en la U.D Icodense de Tenerife. Se desempeña como extremo derecho.

## Trayectoria
Sus inicios en el fútbol, fueron en los filiales Unión Deportiva Icodense, equipo de su municipio natal, Icod de los Vinos. Tras dos años en el benjamín del Icodense, pasó a los cadetes del C. D. Tenerife. Tras varios años progresando en la entidad tinerfeña, y desde el juvenil, hizo sus primeras seis apariciones en el Club Deportivo Tenerife B en la temporada 2005-2006.
Debutó oficialmente en el fútbol profesional a los 19 años, en el Estadio Helmántico contra la U. D. Salamanca el 14 de enero de  2007. Marcó su primer gol con el C.D. Tenerife el 28 de enero de 2007, frente al Almería en el estadio Heliodoro Rodríguez López.
El 24 de marzo de 2007, Iriome marcó dos goles en el derbi canario entre el C.D. Tenerife y la U. D. Las Palmas, encuentro que acabó 3-1 a favor del C. D. Tenerife.
Ena temporada 2008/09 fue cedido por el Tenerife al Huesca durante una temporada.
En 2011 después de volver al Tenerife terminaría fichando por el filial del Villarreal en el cual estaría durante 2 temporadas.
En la temporada 2013-14 ficharía por el C.D Mirandés donde solo disputaría una temporada, para terminar recalando en verano de 2014 en el C.D Lugo donde estaría 8 temporadas hasta mayo de 2022, fecha en la cual anunciaría su retiro al final de la temporada. Es el futbolista con más partidos en segunda división con el Lugo además de su máximo goleador en esta categoría siendo uno de los futbolistas emblema del club 
En marzo de 2024 tras 2 temporadas sin competir, se comprometería con la U.D Icodense club de Icod de los Vinos de su pueblo natal hasta final de temporada

## Selección nacional
Fue internacional Selección española sub-20 en tres ocasiones, anotando dos goles en total.

## Clubes
| Club                 | País   | Año       |
| -------------------- | ------ | --------- |
| C. D. Tenerife "B"   | España | 2005-2006 |
| C. D. Tenerife       | España | 2006-2009 |
| S. D. Huesca         | España | 2009-2010 |
| C. D. Tenerife       | España | 2010-2011 |
| Villarreal C. F. "B" | España | 2011-2013 |
| C. D. Mirandés       | España | 2013-2014 |
| C. D. Lugo           | España | 2014-2022 |
| U. D Icodense        | España | 2024-     |